# Каялы (Губадлинский район)
Каялы (азерб. Qayalı) — село в одноимённом административно-территориальном округе Губадлинского района Азербайджана.
Каялы — место рождения Гасангулу Гасымова и Героя Отечественной войны Фаига Гасымова.

## История
По данным «Свода статистических данных о населении Закавказского края, извлеченных из посемейных списков 1886 года», в селе Кара-кяга Бабалинского сельского округа Зангезурского уезда Елизаветпольской губернии было 22 дыма и проживало 132 курда, из которых 81 шиитского и 51 суннитского вероисповедания. Среди жителей села 51 человек являлся беком, а остальные 81 являлись казёнными крестьянами.
В ходе Первой карабахской войны, в 1993 году село было занято армянскими вооружёнными силами, и до 2020 года находилось под контролем непризнанной НКР.
После Второй карабахской войны, небольшие участки в Губадлинском и Зангеланском районах оставались под контролем армянской стороны. По словам премьер-министра Армении Никола Пашиняна, 9 ноября, во время подписания заявления о прекращении огня, стороны достигли «устного взаимопонимания» о том, чтобы «провести уточнение пограничных точек» на этих участках. В итоге, в декабре армянские войска «отступили на границу Советской Армении», и территории Губадлинского и Зангеланского районов полностью вернулись под контроль Азербайджана.

## Известные уроженцы
Уроженцами Каялы являются: Гасангулу Гачай оглу Гасымов (азерб. Həsən Qorxmaz) — участник Карабахской войны (1992-1994), командир добровольческого отряда самообороны, награждён орденом «Азербайджанское знамя», вручаемым в том числе за особые заслуги в сохранении независимости и территориальной целостности Азербайджанской Республики; Фаиг Гачай оглу Гасымов (азерб. Faig Gasimov) — Герой Отечественной войны, полковник-лейтенант, участник Карабахской войны (1992-1994), «Четырёхдневной» и Второй карабахской войн. Награждён орденом «Азербайджанское знамя», за особые заслуги в сохранении независимости и территориальной целостности Азербайджанской Республики, медалями «Герой Отечественной войны», «За Родину» и другими.

## Топонимика
Прежнее название села — Карыкягасы. В XIX веке сюда переселились семьи заирханлы, алыхлы, эйвазлы и халафлы из села Каялы, которое некогда существовало на территории современного Сисианского района Армении, после чего село стали называть Карыкягалы Каялы. Со временем компонент «Карыкягалы» пропал из названия.